# Arc-sous-Montenot

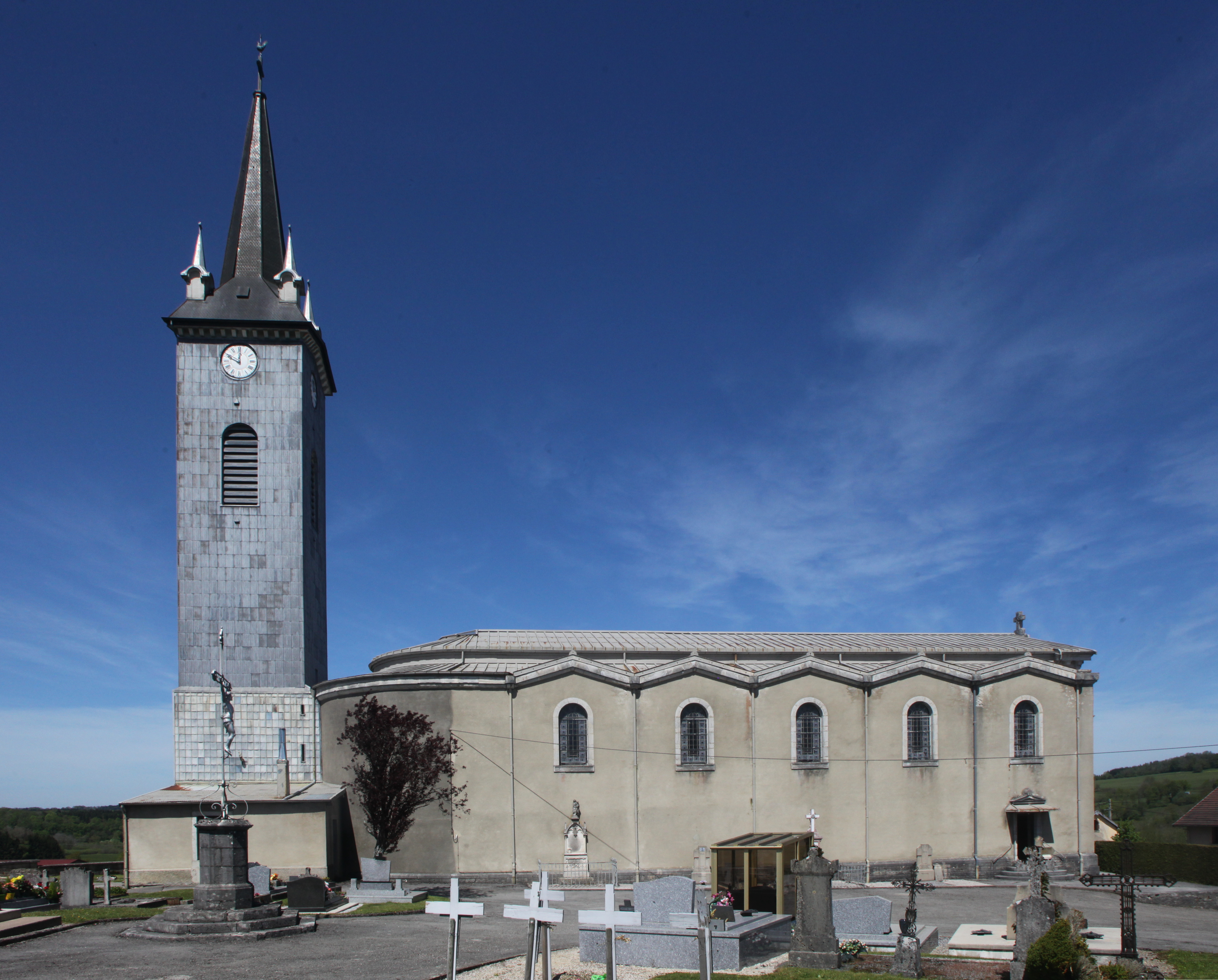
Dorfkirche Saint-Laurent

Arc-sous-Montenot ist eine französische Gemeinde mit 228 Einwohnern (Stand: 1. Januar 2022) im Département Doubs in der Region Bourgogne-Franche-Comté.

## Geographie
Arc-sous-Montenot liegt auf 650 m über dem Meeresspiegel, etwa 27 km westlich der Stadt Pontarlier (Luftlinie). Das Dorf erstreckt sich im Jura, in einer Mulde am Rand der Forêt de Vignory, im Übergangsbereich vom ersten zum zweiten Juraplateau, südlich der Karstquelle des Lison.
Die Fläche des 10,72 km² großen Gemeindegebiets umfasst einen Abschnitt des französischen Juras. Der zentrale Teil des Gebietes wird von der Mulde von Arc eingenommen, die teilweise vermoort ist und sich nach Westen zur Talniederung des Lizon Supérieur öffnet, der hier in einem Schluckloch versickert. Die westliche Abgrenzung bildet die Geländestufe der Côte Ribalet. Im Norden reicht der Gemeindeboden auf ein weites Hochplateau, das überwiegend von Wiesland bedeckt ist. Nach Osten erstreckt sich das Gemeindeareal auf das langsam ansteigende, dicht bewaldete Plateau der Forêt de Vignory und der Forêt d’Arc. Hier wird mit 727 m die höchste Erhebung von Arc-sous-Montenot erreicht.
Nachbargemeinden von Arc-sous-Montenot sind Villeneuve-d’Amont im Norden, Villers-sous-Chalamont im Osten, Lemuy im Süden sowie Dournon im Westen.

## Geschichte
Seit dem Mittelalter bildete Arc eine eigene Herrschaft, die unter der Oberhoheit der Herren von Chalon stand. Die Burg wurde im Jahr 1674 abgerissen. Zusammen mit der Franche-Comté gelangte das Dorf mit dem Frieden von Nimwegen 1678 definitiv an Frankreich. Seit 2002 ist Arc-sous-Montenot Mitglied des 11 Ortschaften umfassenden Gemeindeverbandes Communauté de communes Altitude 800.

## Bevölkerung
| Jahr                       | 1962 | 1968 | 1975 | 1982 | 1990 | 1999 | 2006 | 2016 |
| Einwohner                  | 223  | 249  | 212  | 232  | 216  | 217  | 226  | 198  |
| Quellen: Cassini und INSEE |      |      |      |      |      |      |      |      |

Mit 228 Einwohnern (1. Januar 2022) gehört Arc-sous-Montenot zu den kleinen Gemeinden des Département Doubs. Nachdem die Einwohnerzahl in der ersten Hälfte des 20. Jahrhunderts stets im Bereich von rund 330 Personen gelegen hatte, wurde besonders um die Mitte des Jahrhunderts ein deutlicher Rückgang verzeichnet. Seit Beginn der 1970er Jahre gab es nur noch relativ geringe Schwankungen.

## Sehenswürdigkeiten
Die Dorfkirche Saint-Laurent wurde im 19. Jahrhundert erbaut und ist in einer Datenbank des französischen Kulturministeriums über das architektonische Erbe Frankreichs aufgeführt. Von der ehemaligen mittelalterlichen Burg sind nur noch wenige Überreste sichtbar.

## Wirtschaft und Infrastruktur
Arc-sous-Montenot war bis weit ins 20. Jahrhundert hinein ein vorwiegend durch die Landwirtschaft, insbesondere Milchwirtschaft und Viehzucht, sowie durch die Forstwirtschaft geprägtes Dorf. Daneben gibt es heute einige Betriebe des lokalen Kleingewerbes, unter anderem in der Branche der Holzverarbeitung. Mittlerweile hat sich das Dorf auch zu einer Wohngemeinde gewandelt. Viele Erwerbstätige sind Wegpendler, die in den größeren Ortschaften der Umgebung ihrer Arbeit nachgehen.
Die Ortschaft liegt abseits der größeren Durchgangsstraßen an einer Departementsstraße, die von Salins-les-Bains nach Frasne führt. Weitere Straßenverbindungen bestehen mit Villeneuve-d’Amont und Lemuy.